# سفارت بریتانیا در کیف
سفارت بریتانیا در کیف (به لاتین: Embassy of the United Kingdom) یک منطقهٔ مسکونی و نمایندگی سیاسی این کشور در اوکراین است که در کیف (اوکراین) واقع شده‌است.